# Mandjet Chasma
Il Mandjet Chasma è una struttura geologica sulla superficie di Caronte.